# Abigui
Abigui  è un centro abitato e sottoprefettura della Costa d'Avorio appartenente al dipartimento di Dimbokro. Conta una popolazione di 9 015 abitanti (censimento 2014).